# Ol'chovka
Ol'chovka (in lingua russa Ольховка) è un villaggio (selo) dell'oblast' di Volgograd, in Russia. È il centro amministrativo del rajon Ol'chovskij.
Si trova sulle rive dell'omonimo fiume (affluente destro dell'Ilovlja, 178 km a nord di Volgograd.